# Унтерзіггенталь
Унтерзіггенталь (нім. Untersiggenthal) — громада  в Швейцарії в кантоні Ааргау, округ Баден.

## Географія
Громада розташована на відстані близько 90 км на північний схід від Берна, 20 км на північний схід від Аарау.
Унтерзіггенталь має площу 8,3 км², з яких на 22,5% дозволяється будівництво (житлове та будівництво доріг), 30,5% використовуються в сільськогосподарських цілях, 43,3% зайнято лісами, 3,7% не є продуктивними (річки, льодовики або гори).

## Демографія
2019 року в громаді мешкало 7211 осіб (+7,8% порівняно з 2010 роком), іноземців було 28,8%. Густота населення становила 871 осіб/км².
За віковим діапазоном населення розподілялося таким чином: 21,1% — особи молодші 20 років, 60,3% — особи у віці 20—64 років, 18,6% — особи у віці 65 років та старші. Було 3052 помешкань (у середньому 2,3 особи в помешканні).
Із загальної кількості 2594 працюючих 54 було зайнятих в первинному секторі, 1646 — в обробній промисловості, 894 — в галузі послуг.